# تیکویپایا
تیکویپایا (به اسپانیایی: Tiquipaya) یک منطقهٔ مسکونی در بولیوی است که در استان آندرس ایبانز واقع شده‌است.